# Klemens Hufnagl

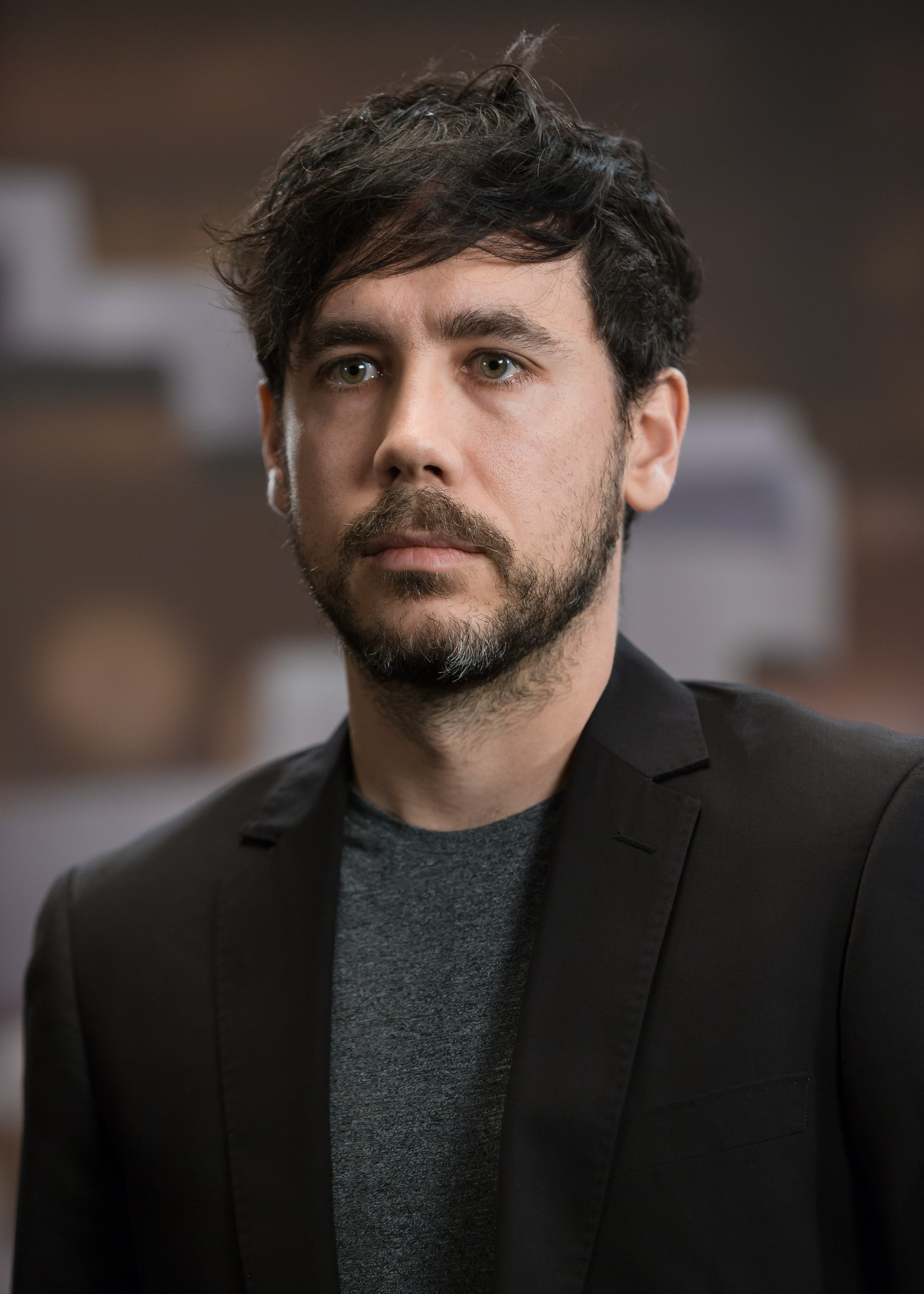
Klemens Hufnagl (2017)

Klemens Hufnagl (* 1979 in St. Pölten) ist ein österreichischer Kameramann und Bildgestalter.

## Leben
Klemens Hufnagl studierte zunächst MultimediaArt an der Fachhochschule Salzburg, das Studium schloss er als Dipl.-Ing. (FH) ab. Später studierte er an der Filmakademie der Universität für Musik und darstellende Kunst Wien. 2011 besuchte er eine Meisterklasse bei Vilmos Zsigmond in Budapest.
2013 arbeitete er in seinem ersten Langspielfilm Macondo erstmals mit Regisseurin Sudabeh Mortezai zusammen, mit der er auch ihren zweiten und dritten Spielfilm – Joy (2018) und Europa (2023) – realisierte. Für Macondo war er für den Österreichischen Filmpreis in der Kategorie Beste Kamera nominiert. Für die Dokumentation Brüder der Nacht (2016) von Patric Chiha wurde er erneut für den Österreichischen Filmpreis nominiert, außerdem wurde der Film beim Filmfestival Rencontres internationales du documentaire de Montréal (RIDM) in der Kategorie Best Cinematography in an International Feature ausgezeichnet.
Unter der Regie von Catalina Molina drehte er den ORF-Landkrimi Drachenjungfrau (2016). 2018 arbeitete er erneut mit Molina zusammen und verfilmte für den ORF seinen zweiten Landkrimi Das dunkle Paradies sowie die Tatort-Folge Glück allein. Im Zombiefilm The Dark mit Toby Nichols und Karl Markovics führte er gemeinsam mit Justin P. Lange auch Regie. Für Die Einsiedler (2016) von Ronny Trocker erhielt er den Österreichischen Filmpreis 2019.
Hufnagl ist Mitglied im Verband österreichischer Kameraleute (AAC) sowie in der Akademie des Österreichischen Films.

## Filmografie (Auswahl)
- 2008: Mit Blick auf Wien (Kurzfilm)
- 2010: Talleres clandestinos (Kurzfilm)
- 2010: Vater Paul (Kurzfilm)
- 2012: Unser Lied (Kurzfilm)
- 2012: Outing (Dokumentation)
- 2012: Florida (Kurzfilm)
- 2012: Meine keine Familie (Dokumentation)
- 2013: Food Markets: In the Belly of the City – Vienna – Naschmarkt
- 2013: The Dark (Kurzfilm)
- 2014: Und in der Mitte, da sind wir (Dokumentation)
- 2014: Hinter der Tür (Kurzfilm)
- 2014: Global Shopping Village (Dokumentation)
- 2014: Of Stains, Scrap & Tires (Kurzfilm)
- 2014: Macondo
- 2016: Die Einsiedler
- 2016: Landkrimi – Drachenjungfrau
- 2016: Brüder der Nacht (Dokumentation)
- 2016: In, Over & Out (Kurzfilm)
- 2018: The Dark (auch Regie)
- 2018: Joy
- 2018: Bruder Jakob, schläfst du noch? (Dokumentation)
- 2019: Landkrimi – Das dunkle Paradies (Fernsehreihe)
- 2019: Bewegungen eines nahen Bergs
- 2019: Tatort: Glück allein (Fernsehreihe)
- 2021: Der menschliche Faktor
- 2021: Landkrimi – Flammenmädchen (Fernsehreihe)
- 2022: Märzengrund
- 2023: De Facto
- 2023: Europa
- 2024: Mond
- 2025: Altweibersommer

## Auszeichnungen und Nominierungen (Auswahl)
- 2015: Österreichischer Filmpreis 2015 – Nominierung in der Kategorie Beste Kamera für Macondo[2]
- 2016: Rencontres internationales du documentaire de Montréal (RIDM) – Auszeichnung in der Kategorie Best Cinematography in an International Feature für Brüder der Nacht[6]
- 2017: Österreichischer Filmpreis 2017 – Nominierung in der Kategorie Beste Kamera für Brüder der Nacht
- 2019: Österreichischer Filmpreis 2019 – Auszeichnung in der Kategorie Beste Kamera für Die Einsiedler
- 2019: Diagonale-Preis Bildgestaltung in der Kategorie Beste Bildgestaltung Spielfilm für Bewegungen eines nahen Bergs[10]
- 2020: Österreichischer Filmpreis 2020 – Nominierung in der Kategorie Beste Kamera für Joy[11]
- 2024: Österreichischer Filmpreis 2024 – Nominierung in der Kategorie Beste Kamera für Europa[12]
- 2025: Carl-Mayer-Drehbuchpreis für das Treatment Wenn Fische Robben fressen[13]
- 2025: Österreichischer Filmpreis 2025 – Nominierung in der Kategorie Beste Kamera für Mond[14]